# Boophis microtympanum
Boophis microtympanum är en groddjursart som först beskrevs av Oskar Boettger 1881.  Boophis microtympanum ingår i släktet Boophis och familjen Mantellidae. IUCN kategoriserar arten globalt som livskraftig. Inga underarter finns listade.